# Чеканци
Чеканци (болг. Чеканци) — село в Болгарии. Находится в Тырговиштской области, входит в общину Антоново. Население составляет 36 человек (2022).

## Политическая ситуация
В местном кметстве Стеврек, в состав которого входит Чеканци, должность кмета (старосты) исполняет Неджатин Ахмедов Мустафов (Движение за права и свободы (ДПС)) по результатам выборов правления кметства.
Кмет (мэр) общины Антоново — Танер Мехмед Али Движение за права и свободы (ДПС)) по результатам выборов в правление общины.